# Alex Clare
Alexander George Clare (Southwark, Londres; 14 de septiembre de 1985), más conocido como Alex Clare, es un cantante y compositor británico que obtuvo notable notoriedad con su disco debut The Lateness of the Hour y su tema promocional «Too Close». Este álbum debut fue editado por la discográfica Island Records, donde pudo fusionar el género soul con el dubstep.

## Primeros años
Clare nació en Southwark, al sureste de Londres, Inglaterra. Creció escuchando a los exponentes del jazz, blues y soul Donny Hathaway, Stevie Wonder, pero en sus canciones se muestra gran influencia por el drum and bass, dubstep y UK garage. Aunque Clare tomó clases de trompeta y batería, con el tiempo se centró en la guitarra, escribir canciones y cantar.

## Carrera artística
En 2011 fue contratado por el sello discográfico Island Records y el 11 de julio  de ese mismo año estrena su disco debut The Lateness of the Hour, producido por Mike Spencer y Major Lazer. De dicha marca discográfica salieron los temas promocionales «Up All Night», «Too Close» y «Treading Water».
Su dos últimos sencillos han tenido gran impacto en las listas musicales. «Too Close» llegó a la posición 4 del chart británico y al 7 en el Billboard Hot 100 de EE.UU, de hecho el tema fue usado en la publicidad de Windows Internet Explorer de la empresa Microsoft. Además fue nominado en los BRIT Awards del 2013 al Mejor sencillo británico del año.

## Vida personal
Alex es judío ortodoxo, está casado y tiene tres hijos. Vive actualmente en Golders Green, al noroeste de Londres, un área altamente poblada por judíos ortodoxos.
Antes de conseguir notoriedad, Clare estuvo saliendo con la cantante Amy Winehouse durante un año. Se conocieron mientras él actuaba y trabajaba en un bar frecuentado por ella, el Hawley Arms en Camden, norte de Londres.

## Discografía
| Álbumes de estudio - 2011: The Lateness of the Hour - 2014: Three Hearts - 2016: Tail of Lions Álbumes acústicos - 2018: Three Days at Greenmount | Sencillos - «Up All Night» - «Too Close» - «Treading Water» - «Humming Bird» - «War Rages On» - «Never Let You Go» - «Tell Me What You Need» - «Get Real» - «Three Hearts» | Colaboraciones - «Learn To Lose» (de Bakermat) |

### Colaboraciones
| Año  | Canción                           | Artista(s) | Álbum |
| ---- | --------------------------------- | ---------- | ----- |
| 2012 | «Not Giving In» (con John Newman) | Rudimental | Home  |
| 2012 | «Give You Up»                     | Rudimental | Home  |
| 2013 | «Endorphins»                      | Sub Focus  | Torus |
| 2013 | «Give It All» (con Kelis)         | Don Diablo |       |